# 't Veen
't Veen of Het Veen, vroeger Uiterbuursterveen genoemd, is een gehucht in de gemeente Midden-Groningen in de Nederlandse provincie Groningen.
Het gehucht ligt aan het gelijknamige niet voor doorgaand verkeer toegankelijke pad 't Veen ten westen van Uiterburen en ten zuiden van Botjes Zandgat. Er staan een zestal huizen.
Het buurtje is vermoedelijk in de achttiende eeuw ontstaan langs een veendijkje in het verlengde van buurtschap Zuiderveen onder Noordbroek.
In 1866 werd hier een joodse begraafplaats in gebruik genomen, aangelegd op de landerijen die oorspronkelijk bij de Drostenborg hoorden. In de jaren 1960 werd een grootscheepse ruilverkaveling doorgevoerd, waardoor het landschap rond het gehucht ingrijpend veranderde. Dwars door het gehucht werd de Botjesweg aangelegd, waarna ten noorden van het gehucht de zandafgraving Botjes Zandgat ontstond en het deel van het gehucht ten westen van de Botjesweg werd afgebroken, waarna ook de weg aldaar verdween. Het huidige gehucht is dus het oostelijke restant van het oorspronkelijke gehucht.
't Veen of Siddebuursterveen is ook buurtschap in de omgeving van Siddeburen. 't Veen dient niet te worden verward met het gehucht Het Veen ten zuiden van Muntendam.
Dorpen: Borgercompagnie · Foxhol · Froombosch · Harkstede · Hellum · Hoogezand · Kiel-Windeweer · Kolham · Kropswolde · Luddeweer · Meeden · Muntendam · Noordbroek · Overschild · Sappemeer · Scharmer · Schildwolde · Siddeburen · Slochteren · Steendam · Tripscompagnie · Tjuchem · Waterhuizen · Westerbroek · Woudbloem · Zuidbroek

Buurtschappen: Achterdiep · Akkereinden · Ayngehorn · Beneden Veensloot · Blokum · Bokhörn · Borgweg · Boven Veensloot (deels) · Bovenhuizen · Bovenstreek · Buitenhuizen · Denemarken · Drukkebuurt · Duurkenakker · Eelshuis · Foxham · Foxholsterbosch · Gaarland · Gaarveen · De Hammen · Den Ham · Hamweg · Heerenlaan · Heidenschap · De Hole · Huisweeren · Jagerswijk · Kalkwijk · Kiel · Klein Harkstede (deels) · Kleinemeer · 't Klooster · Korengarst · Kostverloren · Lageland · Langewijk · Leentjer · Lula · Medumertol · Nieuwe Compagnie · Noordbroeksterhamrik · Noordbroeksterveen · Oosterweeren · Oostwold · Oude Verlaat · De Paauwen · Roeksweer · Ruiten · Schaaphok · Schildland ·  Siddebuursterveen · Spitsbergen · Stootshorn · Tusschenloegen · Tussenklappen · Uiterburen · Uitham · Veendijk · Het Veen · 't Veen · Veenhuizen · Vossenburg · Weereweg · Westeind · Wilderhof · Windeweer · Winkelhoek · Wolfsbarge · De Zanden · Zandwerf · Zuiderveen 

Wijk: Gorecht · Gouden Driehoek · Martenshoek · Meerwijck · Ruitershorn · Rengerspark · Sappemeer-Noord · De Vosholen · Woldwijck · Zuiderpark

Groningen: Steden en dorpen      Nederland: Provincies · Gemeenten